# 바르카롤
바르카롤(프랑스어: barcarolle, barcarole, 이탈리아어: barcarola, barcaruola)은 이탈리아 베네치아의 곤돌라 사공들이 부르는 포크 음악 또는 그러한 스타일로 작곡된 음악을 지칭한다. 클래식 음악에서 가장 유명한 바르카롤은 자크 오펜바흐의 오페라 《호프만의 이야기》에 나오는 〈아름다운 밤, 사랑의 밤〉과 프레데리크 쇼팽의 피아노 독주곡 〈뱃노래 올림 바장조〉이다.

## 설명
바르카롤은 곤돌라 사공의 노젓기를 연상시키는 리듬이 특징이며 거의 항상 6
8 박의 절제된 템포이다.
가장 유명한 바르카롤은 낭만주의 시대의 것이지만 이 장르는 18세기에 이미 널리 알려져 있었으며 1771년 영국의 음악 역사가 찰스 버니는 자신의 논문 '프랑스와 이탈리아의 음악 현황'(The Present State of Music in France and Italy)에서 바르카롤은 "품격 있는 수집가들"에게 소중히 여겨지는 유명한 형식이라고 언급했다.

## 대표곡
바르카롤은 오페라에서 인기 있는 형태로, 민요 특유의 겉보기에 꾸밈이 없어 보이는 감상적인 스타일을 효과적으로 활용할 수 있었다. 오펜바흐 외에도 파이시엘로, 카를 마리아 폰 베버, 조아키노 로시니는 바르카롤 아리아를 작곡했다. 도니체티는 1835년 오페라 《마리노 팔리에로》의 서두에서 곤돌라 사공과 합창단을 위한 바르카롤로 베네치아의 모습을 설정했다. 그리고 주세페 베르디는 오페라 《가면 무도회》에 바르카롤을 삽입했다.(1막에 있는 리카르도의 분위기를 자아내는 "Di' tu se fidele il flutto m'aspetta") 전통적인 나폴리 바르카롤인 〈산타 루치아〉는 1849년에 발표되었다. 오스만 제국의 제32대 술탄인 압뒬라지즈(1830~1876)도 "La Gondole Barcarolle"이라는 제목의 바르카롤을 작곡했다.
영국의 작곡가 아서 설리번은 오페라 《전함 피나포어》에 있는 조지프 포터 경의 바지선(자매, 사촌, 이모도 태운)이 바르카롤에 맞춰 등장하도록 설정했으며, 이올란테 1막에서는 필리스, 톨롤러 백작, 마운트라라트 백작이 등장하는 "사랑하는 군주이자 보호자"의 3중주도 설정했다. 슈베르트는 특별히 그 이름을 사용하지는 않았지만, 〈물 위에서 노래함〉(Auf dem Wasser zu singen) D.774 등 그의 가장 유명한 노래 중 일부에서 바르카롤을 연상시키는 스타일을 사용했다.
다른 대표적인 바르카롤은 다음이 있다. 
- 베토벤의 피아노 소나타 G장조 작품 79의 2악장
- 멘델스존의 무언가에서 3개의 "베네치아 곤돌라 노래" 오페라 19, 30, 62
- 차이코프스키의 사계 중 "6월" 바르카롤
- 샤를 발랑탱 알캉의 성가에 나오는 바르카롤인 오페라 38a, 38b, 65, 67 및 70
- 카미유 생상스의 바이올린, 첼로, 하모니움(또는 오르간) 및 피아노를 위한 바르카롤 바장조
- 버르토크 벨러의 피아노곡 〈문 밖에서〉 중 "Barcarolla"
- 모리츠 모슈코프스키의 바르카롤, Op. 27, no. 1
- 안톤 루빈시테인, 밀리 발라키레프, 알렉산드르 글라주노프, 에드워드 맥다월, 멜라니 보니, 에설버트 네빈 등의 바르카롤
- 가브리엘 포레의 솔로 피아노를 위한 13개 시리즈[7]

20세기의 대표적인 바르카롤은 다음과 같다.
- 아구스틴 바리오스의 〈줄리아 플로리다〉(Julia Florida)
- 빌라로부스의 트리오 2번(Trio No. 2)(1915)의 2악장(Berceuse-Barcarolla 포함)
- 프랑시스 풀랑크의 나폴리 피아노 독주 모음곡 제1악장(1925)
- 조지 거슈윈의 〈파도의 춤〉(Dance of the Waves) (1937, 미발표)
- 네드 로렘이 모로코에서 작곡한 피아노를 위한 3개의 바르카롤(three Barcarolles)(1949)
- 잔 카를로 메노티의 발레 《세바스찬》(Sebastian)에서 바르카롤
- 니콜라이 먀스콥스키의 피아노 소나타 8번(Piano Sonata no. 83, op. 83)(1949)의 1악장
- 리처드 로저스의 《왕과 나》(1951)에서 〈안녕, 젊은 연인들〉(Hello Young Lovers)
- 레너드 번스타인의 《캉디드》(1956)에서 〈왕들의 바르카롤〉(The Kings' Barcarolle)
- 후안 마리아 솔라레의 피아노를 위한 신고전주의 바르카롤라(녹음은 Sombras blancas 앨범에 포함됨)
- 도미니크 아르젠토의 25분 합창곡 Walden Pond (1996)에는 "혼성 합창을 위한 야상곡과 뱃노래"라는 부제가 붙어 있다. 이 5악장 작품은 6
8 박을 광범위하게 사용한다.
- 아르놀트 쇤베르크의 《달에 홀린 피에로》의 마지막 두 번째 악장인 〈하임파르트〉도 바르카롤이라고 불린다.[8]
- 스티븐 손드하임은 1986년 뮤지컬 《숲속으로》에서 두 왕자의 노래 〈Agony〉에 바르카롤을 사용했다.

밥 딜런의 2020년 앨범 〈Rough and Rowdy Ways〉에 수록된 곡 "I've Made Up My Mind to Give Myself to You"는 오펜바흐의 "Barcarolle"을 리프로 사용했다.